# Alexander von Schrenck-Notzing
Alexander Freiherr von Schrenck-Notzing (* 27. September 1965 in München) ist seit 2012 der stellvertretende Stiftungsratsvorsitzende der Förderstiftung Konservative Bildung und Forschung, einer Denkfabrik der Neuen Rechten.
Von Schrenck-Notzing studierte nach seinem Abitur Rechtswissenschaft in München. 1983 gehörte er zu den Gründungsmitgliedern der rechtskonservativen Partei Die Republikaner und gründete im Mai 1989 im Verbindungshaus der Burschenschaft Danubia München den Republikanischen Hochschulverband (RHV), deren Bundesvorsitzender er war. Zehn Monate später trat er allerdings zurück und schloss sich der CSU an. Zwischenzeitlich arbeitete er auch für die Junge Freiheit.
Sein Vater Caspar von Schrenck-Notzing, 1970 Gründer, Herausgeber und Chefredakteur des neurechten Magazin Criticón sowie 2000 Gründer der Förderstiftung Konservative Bildung und Forschung, galt als führender Vertreter der Neuen Rechten.